# Monorail de Chiba
Le monorail de Chiba (千葉都市モノレール, Chiba Toshi Monorēru) est un monorail de type SAFEGE (suspendu) à Chiba au Japon. Mis en service le 28 mars 1988, il est le plus long monorail suspendu au monde selon le Guinness Book.

## Historique
La compagnie est fondée le 20 mars 1979 et compte parmi ses principaux investisseurs la ville de Chiba et la préfecture éponyme.
Le premier tronçon, long de 8 kilomètres, a été ouvert à l'exploitation le 28 mars 1988 entre l'actuel terminus de Chishirodai et la station Sports Center. Une extension suivra onze ans plus tard, le 24 mars 1999, pour donner au réseau sa configuration actuelle.

## Infrastructure

### Caractéristiques
Le réseau a une longueur totale de 15,2 kilomètres, deux lignes lui donnent une configuration en Y. La totalité est à double voie (les trains circulent à gauche), la vitesse maximale autorisée est de 65 km/h. Le tracé dessert une dense région industrielle et résidentielle située à l'est du grand Tōkyō. Le parcours aérien permet de se jouer du trafic automobile, régulièrement paralysé, tribut d'un réseau routier passablement engorgé.
Les trains sont mus à l’électricité par courant de 1 500 V CC

### Stations
| Ligne 1        |              |          | |       |
| Nom            | Nom japonais | Distance | Correspondance(s)                                                                                   | Photo |
| Chiba-minato   | 千葉みなと   | 0.0 km   | JR East : - Ligne Keiyō                                                                             |       |
| Shiyakusho-mae | 市役所前     | 0.7 km   | |       |
| Chiba          | 千葉         | 1.5 km   | JR East : - Narita Express - Ligne Sōbu - Ligne Narita - Ligne Sotobō Réseau Keisei : - Ligne Chiba |       |
| Sakaechō       | 栄町         | 2.0 km   | |       |
| Yoshikawa-kōen | 葭川公園     | 2.5 km   | |       |
| Kenchō-mae     | 県庁前       | 3.2 km   | |       |

| Ligne 2          |                  |          | |       |
| Nom              | Nom japonais     | Distance | Correspondance(s)                                                                                   | Photo |
| Chiba-minato     | 千葉みなと       | 0.0 km   | JR East : - ligne Keiyō                                                                             |       |
| Shiyakusho-mae   | 市役所前         | 0.7 km   | |       |
| Chiba            | 千葉             | 1.5 km   | JR East : - Narita Express - Ligne Sōbu - Ligne Narita - Ligne Sotobō Réseau Keisei : - Ligne Chiba |       |
| Chiba-kōen       | 千葉公園         | 2.6 km   | |       |
| Sakusabe         | 作草部           | 3.3 km   | |       |
| Tendai           | 天台             | 4.0 km   | |       |
| Anagawa          | 穴川             | 4.9 km   | |       |
| Sports Center    | スポーツセンター | 5.5 km   | |       |
| Dōbutsu-kōen     | 動物公園         | 6.7 km   | |       |
| Mitsuwadai       | みつわ台         | 7.7 km   | |       |
| Tsuga            | 都賀             | 9.2 km   | JR East : - Ligne Narita                                                                            |       |
| Sakuragi         | 桜木             | 10.5 km  | |       |
| Oguradai         | 小倉台           | 11.7 km  | |       |
| Chishirodai-Kita | 千城台北         | 12.7 km  | |       |
| Chishirodai      | 千城台           | 13.5 km  | |       |

## Matériel roulant

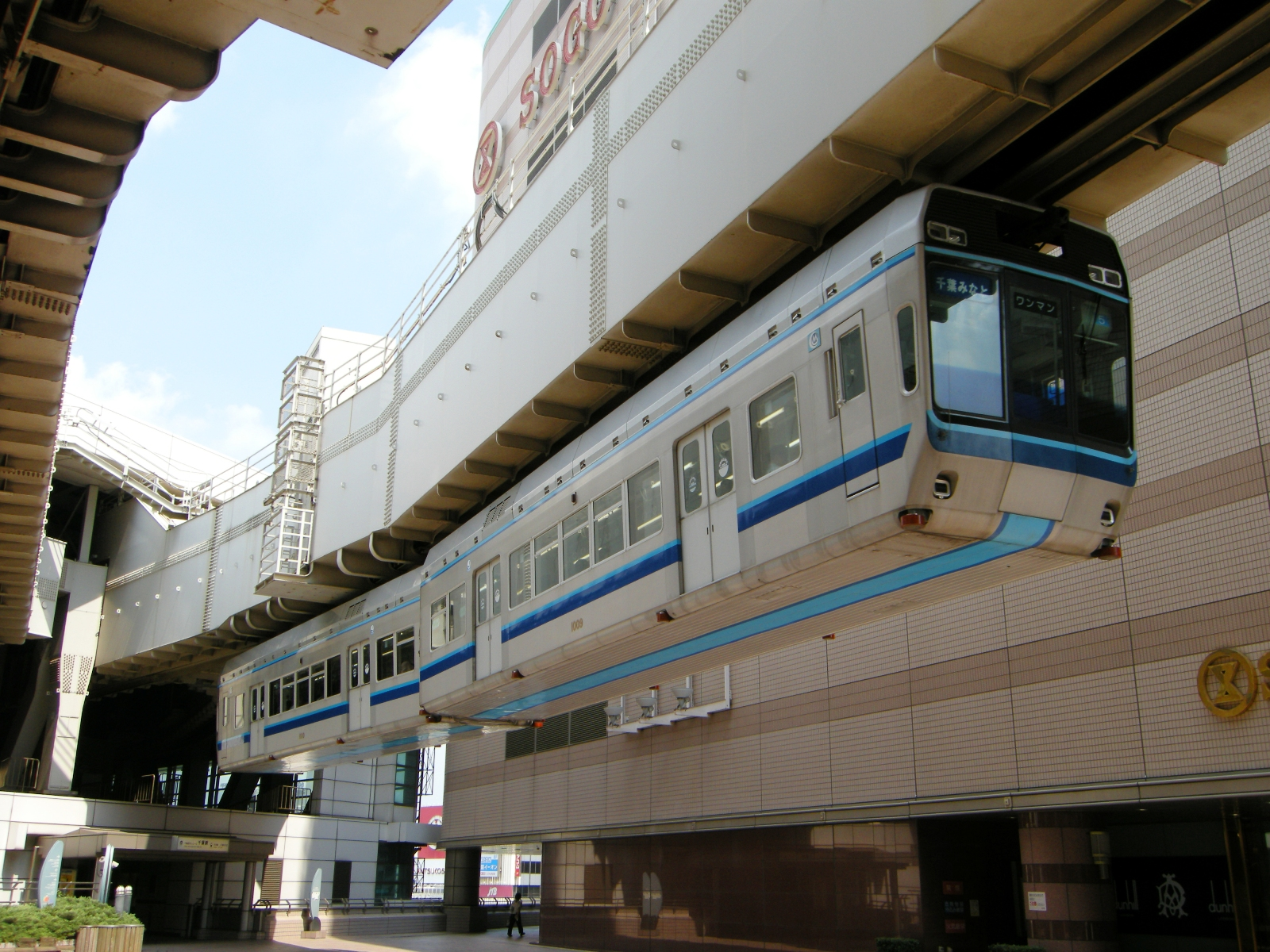
Rame de la série 1000 quittant la station Chiba

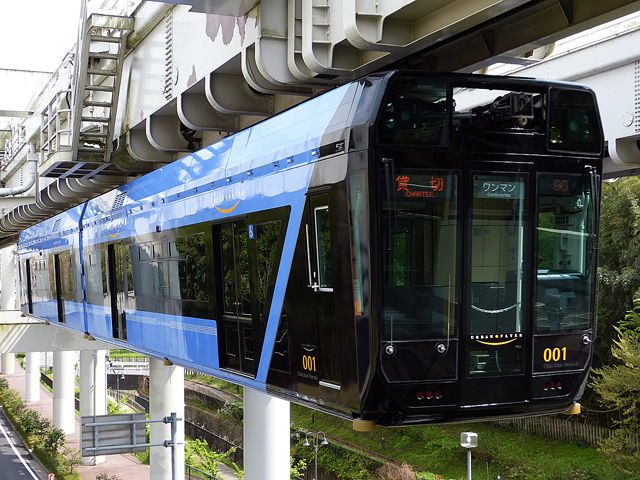
Rame de la série 0 « Urban Flyer »

### Série 1000
La série 1000 arpente le réseau depuis l'origine. Les rames articulées à deux caisses pouvant circuler en unité multiple, elles sont accouplées aux heures de pointe et forment ainsi un train de 60,4 mètres pouvant accueillir jusqu'à 168 passagers. Les rames sont directement dérivées de la série série 400 du monorail Shōnan.
- Constructeur : Mitsubishi Heavy Industries
- Vitesse maximale : 65 km/h
- Accélération au départ : 3,5 km/h/s
- Décélération :
  - régulière : 3,5 km/h/s
  - freinage d'urgence : 4,5 km/h/s
- Longueur :
  - par caisse : 14,8 m
  - par rame : 30,2 m
- Traction : électrique, 1 500 V CC

### Série 0 « Urban Flyer »
Depuis juillet 2012, la série 1000 est progressivement remplacée par de nouvelles rames. Cette nouvelle série est davantage accessible aux personnes à mobilité réduite.